# Генрик Андреас Каменецький
Генрик Андреас Каменецький (пол. Henryk Andreas Kamienecki; ? — початок 1488) — польський шляхтич, урядник Королівства Польського.

## Життєпис
Наймолодший (або передостанній?) з шести синів Марціна з Москожева та його дружини Катажини — доньки Пйотра Кота з Котків. Називали його Анджихом, Інджихом, Анджеєм — під цими іменами згадується в джерелах.
Замолоду навчався у Краківській академії (1444 імматрикульований як Генрик — син Марціна з Вельополя). По смерті найстаршого брата Пйотра разом з братами Миколаєм (отримав Вельополе в Пільзненському повіті), Марціном (отримав, як і він, маєтності на Сяноччині) 26 січня 1448 поділили його спадок. Старші брати за 500 гривень відступили йому замок Кам'янець, який був на землях в Одриконі та Корчині. У червні 1449 заставив усі свої маєтності за 1000 гривень брату Марціну через участь у поході до Молдавії — єдиному військовому епізоді в житті (згідно джерел). Відтоді зосередив увагу на майновому стані. 1451 відкупив у брата Марціна Одриконь, Ясеницю з Волею Ясеницькою, Малинівку. Від вуя Станіслава Кота випроцесував маєтності у Величківському повіті. Заможний зем'янин, брав участь у житті Сяноцької землі. Популярний серед шляхти, засідав як асесор у Сяноцьких судах (земському, гродському, підкоморському). Мав часто власні процеси, особливо тривалий з єпископом та капітулою РКЦ у Перемишлі.
Посідав уряд сяноцького каштеляна (уперше згаданий 12 березня 1474), брат гетьмана Миколая, разом з братами позичав гроші королю Янові І. Належав до противників малопольської олігархії.
Помер на початку 1488 р.
Дружина — дочка краківського підкоморія, старости (також сяноцького) Миколая Пєньонжка Катажина (шлюб перед 27 квітня 1456 року). Діти:
- сини: Миколай, Ян, Генрик, Станіслав, Клеменс, Марцін
- ім'я невідоме — дружина Миколая Стшешовского; Анна — дружина перемиського каштеляна Яна Порохницького; 3-я — ім'я невідоме.